# Heron Tower

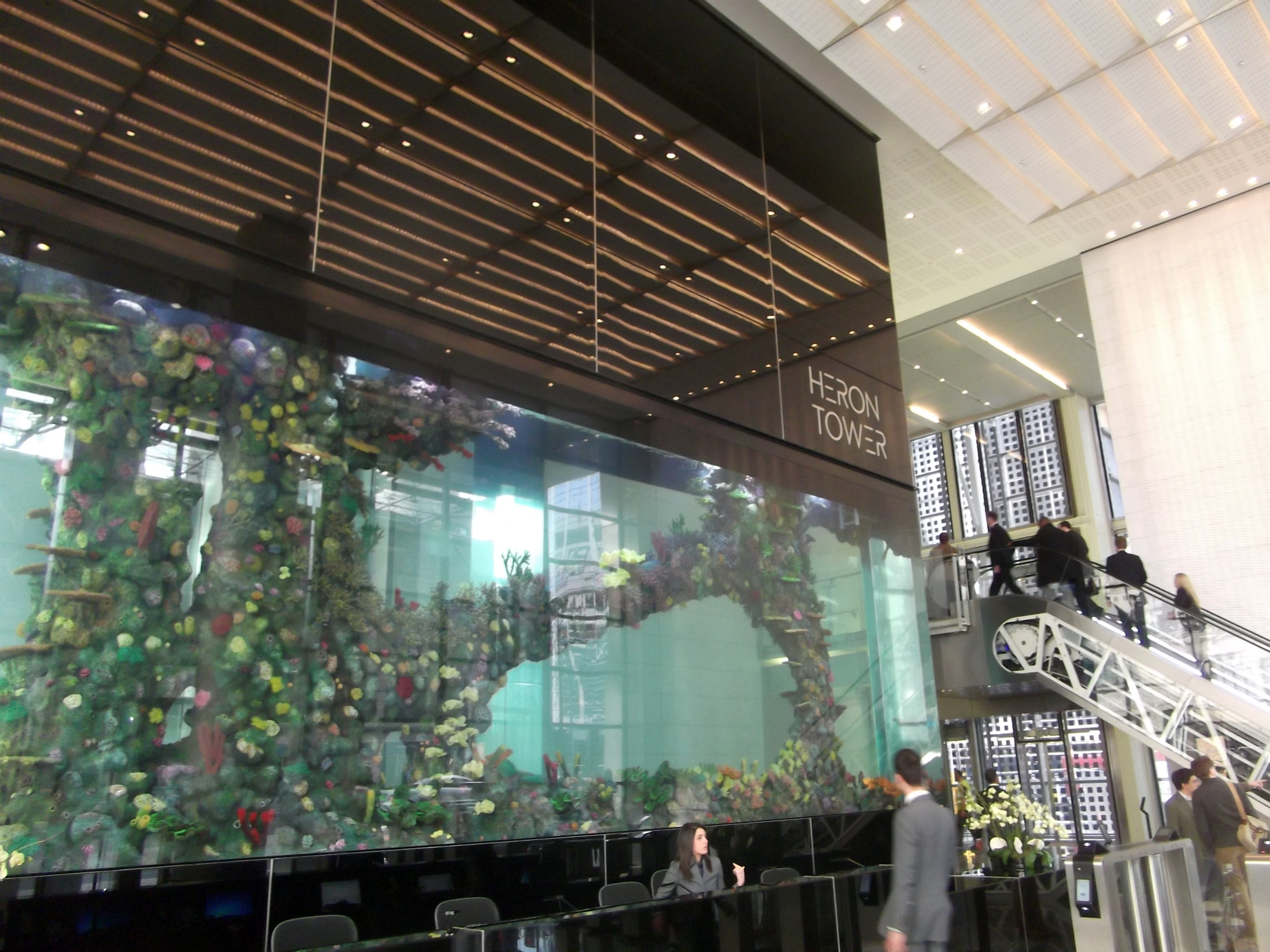
L'entrée comporte un aquarium de 70000 litres contenant plus de 1200 poissons.

La Salesforce Tower London, située au 110 Bishopsgate, est un gratte-ciel propriété de Heron International dans la City. qui a été terminé en 2011. Il mesure 230 mètres de hautLa Salesforce Tower London a été dessinée par les architectes de Kohn Pedersen Fox.

## Environnement
La Salesforce Tower utilise des panneaux solaires pour produire l'énergie renouvelable dont elle a besoin, lui permettant d'obtenir en janvier 2010 un niveau BREEAM 'excellent'.

## Construction
En mars 2007, il a été confirmé qu'Heron avait signé un contrat de financement avec le fonds souverain du Sultanat d'Oman pour fournir des capitaux afin de construire la tour.
La construction débuta en avril 2008 par le creusement des fondations. La première grue fut érigée en juin suivant. Puis en août une deuxième grue fut érigée, suivie d'une troisième et dernière en septembre. Début octobre, les premières poutres métalliques apparaissent sur le site et le noyau de la tour est visible au-dessus de la rue.
Le 12 avril 2010, Heron International a organisé une cérémonie présidée par le lord-maire de Londres pour célébrer l'achèvement de la structure. Le 22 juillet 2010, l'antenne a été ajoutée à l'édifice, portant sa hauteur à 230 mètres.
En janvier 2011, l'aquarium a été livré et installé.
Le bâtiment est actuellement en service.

## Galerie

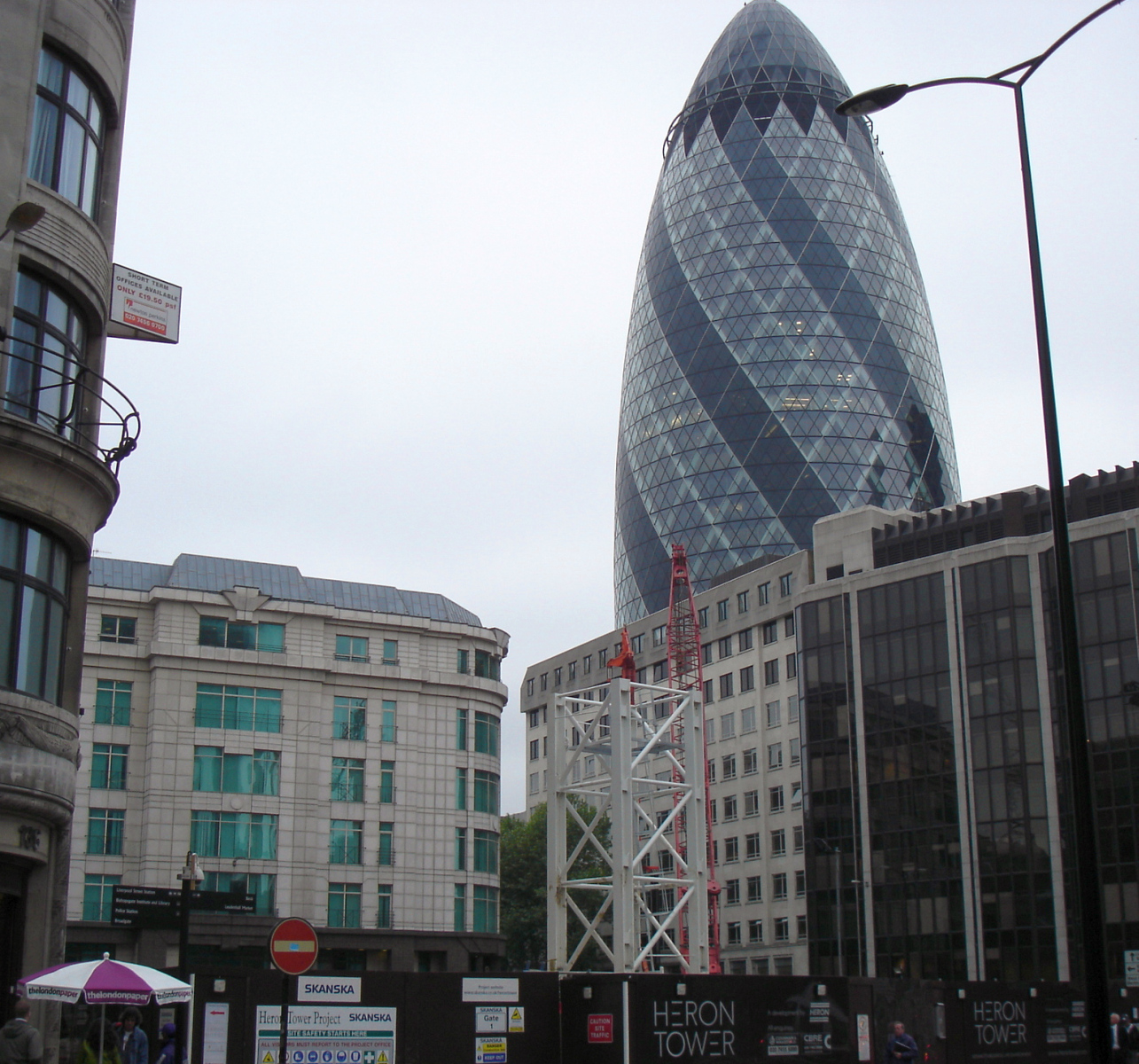
Heron Tower, en construction en mai 2008 avec le '30 St Mary Axe' en arrière-plan.
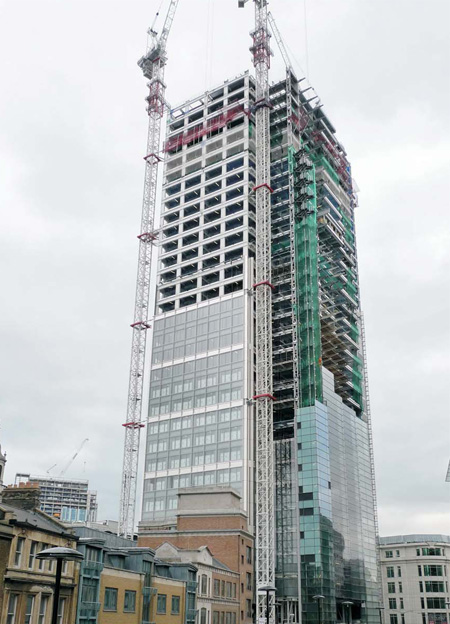
Heron Tower, en construction en octobre 2009
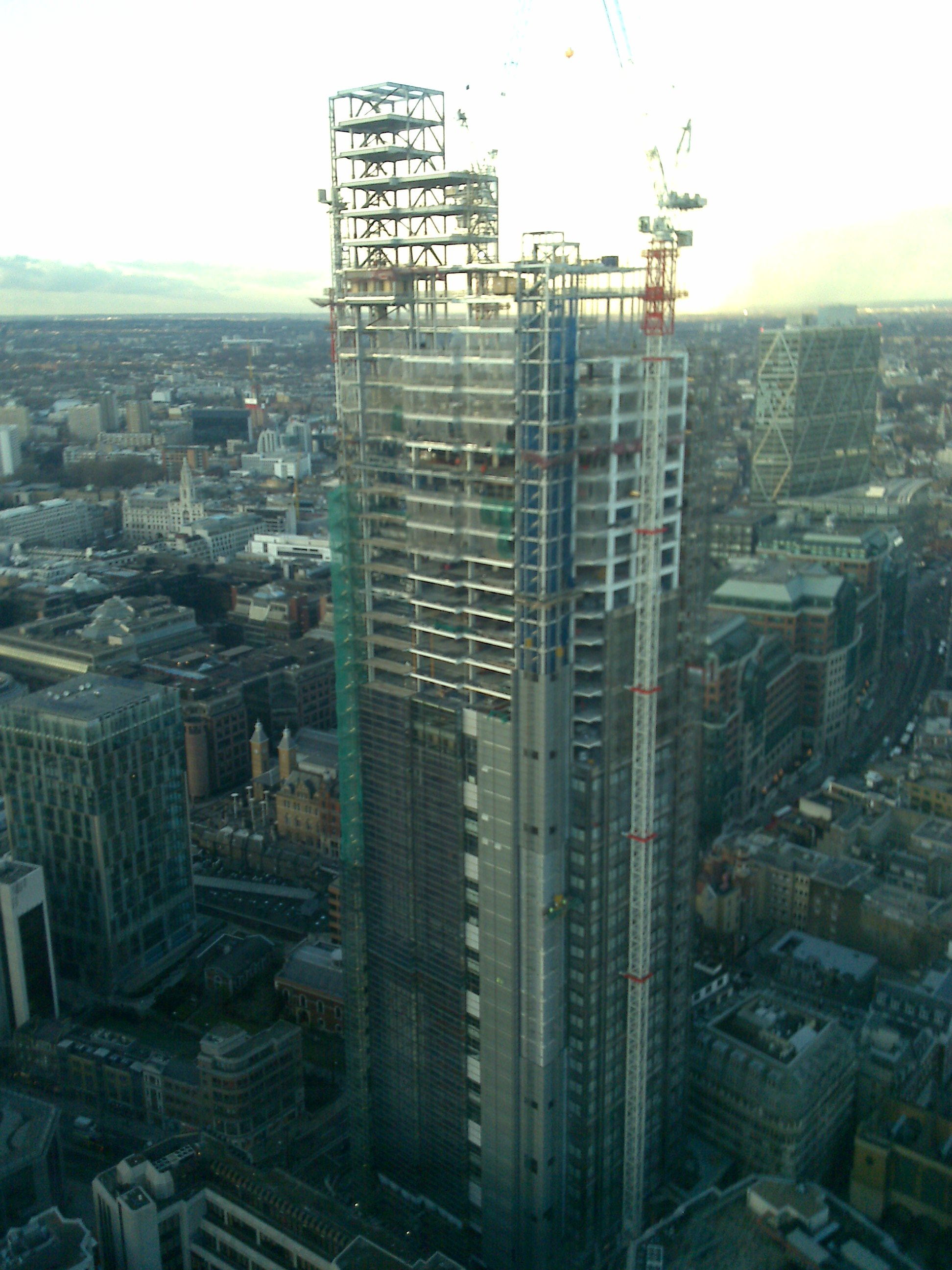
Heron Tower, en construction en janvier 2010.
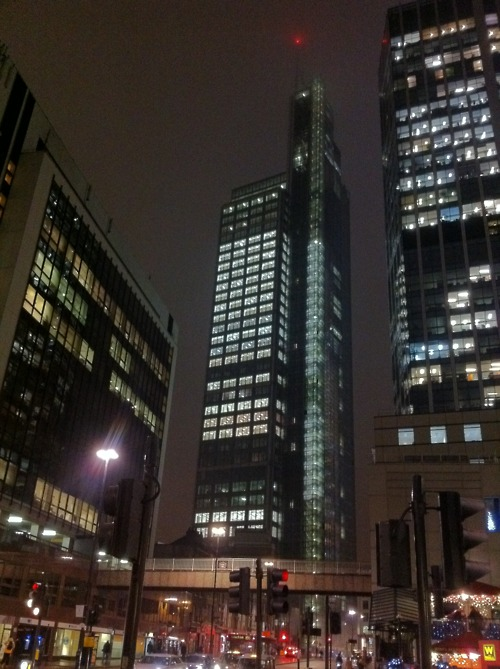
Heron Tower, en construction en décembre 2010

## Heron Plaza
La Salesforce Tower London forme la partie centrale de Heron Plaza sur le site du 110 Bishopsgate, regroupant des espaces publics et un ensemble de parcs et jardins.